# ユストゥス・フォン・リービッヒ
ユストゥス・フォン・リービッヒ男爵（Justus Freiherr von Liebig、1803年5月12日 - 1873年4月18日）は、ドイツの化学者。名はユーストゥスまたはユスツス、姓はリービヒと表記されることもある。有機化学の確立に大きく貢献した19世紀最大の化学者の一人。
自らが研究していた雷酸塩 (AgONC) と、フリードリヒ・ヴェーラーが研究していたシアン酸塩 (AgOCN) は全く性質が異なるが分析結果が同じであったことから異性体の概念に到達した。燃焼法による有機化合物の定量分析法を改良してリービッヒの炭水素定量法を創始し、様々な有機化合物の分析を行った。ヴェーラーとともに苦扁桃油からベンゾイル基 (C6H5CO-) を発見し、有機化合物の構造を基によって説明した。ほかにも、クロロホルム、クロラール、アルデヒドなどをはじめ多くの有機化合物を発見している。
応用化学においては、植物の生育に関する窒素・リン酸・カリウムの三要素説、リービッヒの最小律などを提唱し、これに基づいて化学肥料を作った。そのため、「農芸化学の父」とも称される。
また教育者としても抜きん出ており、体系だったカリキュラムに基づいた化学教育法を作り上げ、アウグスト・ヴィルヘルム・フォン・ホフマンをはじめ多くの優秀な化学者を育成した。
彼が教授職を務めたヘッセン州のギーセン大学は、今日では「ユストゥス・リービッヒ大学ギーセン」と彼の名を冠した名称に改められている。

## 生涯

### 生い立ち
8歳のときにギムナジウムに入学したが、勉強よりも父親の仕事や実験を手伝うのが好きだったという。
リービッヒが生まれたダルムシュタットは、1806年に成立したばかりのヘッセン大公国の首都であり、宮廷所在地でもあった。宮廷図書館には大人向けの化学関連書籍がそろっており、学校よりも図書館を好んだ。学校の課題よりも化学に興味があったため、成績もよくなかった。
彼は雷酸水銀をギムナジウムに持っていっていたが、それが爆発を起こし、退学させられてしまった。1817年のことであった。
そこで彼はヘッペンハイムの薬剤師のもとへ徒弟として住み込むことになった。彼は居室として与えられた屋根裏部屋で雷酸塩の実験を続けていた。しかし、また爆発事故を起こしてしまい、ヘッペンハイムから追い出されて実家へと戻った。
その後、1820年にヘッセンの政府からの奨学金を受け、新設されたばかりのボン大学に入学しカール・カストナーの元で学んだ。彼は雷酸塩の研究を続けており無機化合物の分析法について学びたいと考えていたが、カストナーがこのテーマに明るくなかったためリービッヒは失望し、やがて学生運動に身を投じることになった。そして町の住民と衝突した際に、暴力を振るったために逮捕されてしまった。

### パリへ留学
生まれ故郷のヘッセン大公であったルートヴィヒ1世から留学の奨学金を認められて1822年にパリ大学へと入学した。
リービッヒはソルボンヌ校（パリ大学理学部）に加わった。当時は国によって化学の研究方法や理論が異なっていた。
リービッヒはアレクサンダー・フォン・フンボルトの紹介でゲイ＝リュサックの研究室で研究を行うことができ、1824年に雷酸塩の研究結果について発表し、フンボルトの推薦状を持ってドイツに帰国した。ルートヴィヒ1世はこれをみて大学に諮ることなく、わずか21歳のリービッヒをギーセン大学の助教授に任命した。彼の能力は同僚にも直ちに認められ、翌1825年には教授へと昇進した。

### 大学での初期の活動
リービッヒの年齢で大学教授になるのは異例のことであった。ソルボンヌ校の経験から、リービッヒは世界で最初期となる学生実験室を大学内に設立した。ここでは学生は定性分析と定量分析、化学理論を系統立てて教えられ、最後に自ら研究論文を書くことを求められた。実験から化学を学びたい学生がイギリス、フランス、ベルギー、ロシアなど各国から集まり、ギーセンは化学教育のメッカとなった。アウグスト・ヴィルヘルム・フォン・ホフマン、フリードリヒ・ケクレ、シャルル・ヴュルツ、シャルル・ジェラール、ジョセフ・ヘンリー・ギルバート、アレキサンダー・ウィリアムソン、アスカニオ・ソブレロ 、ニコライ・ジーニンといった著名な有機化学者もここで学び、リービッヒの教育手法が各国に広がっていった。これはドイツが有機化学の中心地となる礎となった。
1826年に彼はイェンス・ベルセリウスの下でフリードリヒ・ヴェーラーが研究していたシアン酸塩が雷酸塩と同じ組成を持っていることを発見した。このように異なる性質を持ちながら同じ組成を持つ化合物はベルセリウスによって異性体と名づけられた。これが縁でヴェーラーと親しくなり、以後たびたび共同研究を行うようになった。その後も、二人は生涯文通を続けた。
リービッヒの最大の失敗は、臭素の発見にかかわるものである。1826年にギーセン大学教授に就任した直後、海水から食塩を精製する実験中にわずか一滴ではあったが赤褐色の液体を得た。このとき、実験を進めず塩化ヨウ素が得られたものと早合点してしまう。翌年、フランスのアントワーヌ・バラールによる臭素発見の報を受け、例の液体を調べるとほぼ純粋の臭素であった。
1831年に二重のガラス管の内側に蒸気を、外側に冷却水を通じて蒸気を凝縮する冷却器を発表した。これは現在リービッヒ冷却器の名で呼ばれており、広く用いられている。同年にはフランスのウジェーヌ・スーベイラン、アメリカのサミュエル・ガスリーと同時期にクロロホルムを発見。
1832年にはヴェーラーとともに苦扁桃油（ビターアーモンドオイル）について研究を行い、その主成分であるベンズアルデヒドに対して様々な実験を行った。その結果、反応によって変化しないC7H5Oという単位（当時は2倍量で計算していた）が存在することに気がついた。これをリービッヒたちは基（根（こん）、ラジカル）と呼んだ。この結果はジェラールによって発展され、さらに原子価の理論へとつながった。
また、同じ年に化学の論文誌である『薬学年報』(Annalen der Pharmacie) を創刊し、自ら編集を行った。これはその後1840年に『薬学および化学年報』(Annalen der Chemie und Pharmacie) となり、さらにリービッヒの死後には彼を記念して名を『ユストゥス・リービッヒ化学年報』(Justus Liebigs Annalen der Chemie) と改められた。この雑誌は1997年に『ヨーロッパ有機化学ジャーナル』(European Journal of Organic Chemistry) と名を変え、発行が続けられている。
その後1834年にエチル基を発見、1835年にアルデヒドを精製し命名するなどの業績を挙げた。

### 応用化学への転向
1837年には生化学へと研究分野を移し、ヴェーラーとともに尿酸の研究を行った。ヴェーラーと共同で最初の配糖体（アミグダリン）を発見し、翌1838年にヴェーラーと共著の論文『有機酸の構造について』で、未知の有機化合物の構造を決定する方法を述べた。
またベルセリウスが開発した燃焼法による有機化合物の元素分析の改良を行った。リービッヒの炭水素定量法にジャン＝バティスト・デュマの窒素定量法を組み合わせ、フリッツ・プレーグルによって改良されたものが現在も使われている微量分析法である。
1840年、『有機化学の農業および生理学への応用』(Die organische Chemie in ihrer Anwendung auf der Agrikultur und Physiologie) を発表し、植物の生長に対する腐葉土の重要性を否定。同年、ロンドン王立協会のフェローに選出され、コプリ・メダルを受賞。
1841年には植物が土の中のカリウムやリンを生長に必須としていることを明らかにした。そして土の中で最も少ない必須元素の量によって植物の生長速度が決定されるというリービッヒの最小律を提唱した。それに基づいて従来の農業を土中の栄養を略奪するものだとして排し、化学肥料を開発した。また動物体内の代謝などについても研究を行い、体温や筋肉のエネルギーは脂肪や炭水化物といった食物が体内で酸化されるときのエネルギーに由来すると述べた。
1842年『有機化学の生理学および病理学への応用』(Die Tierchemie oder die organische Chemie in ihrer Anwendung auf Physiologie und Pathologie) を発表。1844年、化学啓蒙書『化学通信』(Chemische Briefe) の初版を出版。
1845年に男爵に列せられ、以後フォン・リービッヒと称した。

### ミュンヘン大学への異動後
1852年、バイエルン王マクシミリアン2世の招聘に応じ、28年間にわたったギーセンでの研究を後任に任せてミュンヘン大学へ異動した。これは過労による不眠症の治療のためである。ミュンヘン大学では、実験を止め講義や文筆を中心とする生活へと切り替えた。1859年にはバイエルン科学学士院院長に就任。
このころ、食品などに関する研究を行った。その成果をもとに1865年に肉エキスを抽出する会社を設立、また1867年には育児用ミルクを作成した。肉エキスは後に栄養学的にはあまり意味がないことが明らかになったが、嗜好品として商業的には大成功し、食品加工産業の先駆となった。1869年にアルバート・メダルを受賞。
1873年にミュンヘンで死去。南墓地に埋葬された。

## 人物
リービッヒは学生時代からカリスマ性のある社交的な人間で、国内外に多くの友人を作り、教え子とも進んで親しく付き合った。しかしその性格は好く言えば情熱的、悪く言えばかんしゃく持ちであったといわれる。彼は妥協するということを知らない頑なな人間で、夢中になって研究へ打ち込む一方、自らが「間違っている」と考えた理論には激しい攻撃を加え、それはしばしば個人へも及んだ。そのため味方も多いが敵も多かった。
ベルセリウスとの間には酸や触媒の理論をめぐって激しい議論がおき、『有機化学の生理学および病理学への応用』の内容に関する論争ではついに10年来のつきあいがあった両者は絶交してしまった。また、発酵が単なる化学反応か生物の作用かをめぐってルイ・パスツールとも長い論争を繰り広げ、敗れている。
その一方、壮年期に肥料の研究に乗り出したのはこの時期にヨーロッパを襲った飢饉を解決しようとしてだったといわれるし、普仏戦争の終結に際してバイエルン科学学士院で「今のドイツの学者はフランスに学んだ。次のフランスの学者はドイツに学ぶであろう。両国民が常にこのように手をとりあうべきである」と演説をするなど、きわめて進歩的な思想の持ち主でもあった。

### リービッヒの名が冠された用語

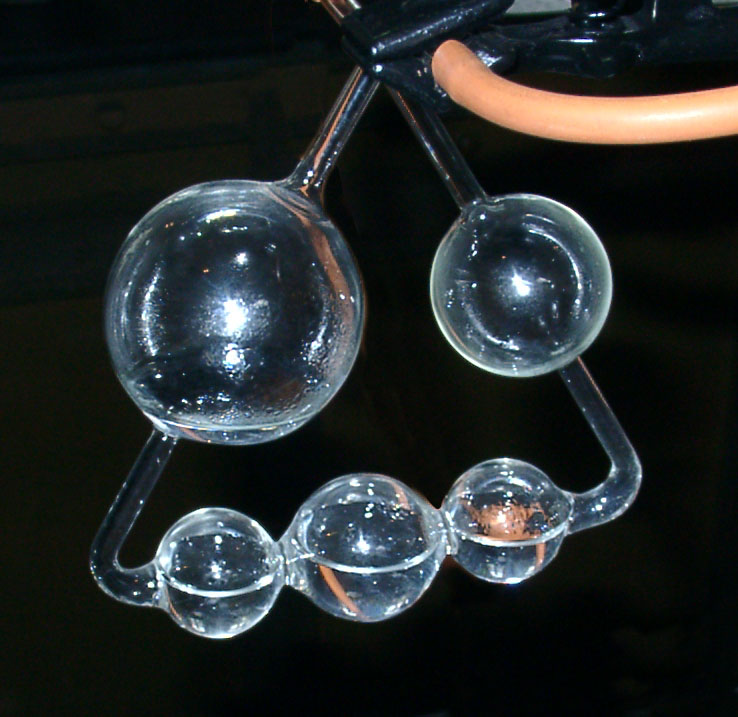
リービッヒのカリ球

リービッヒ冷却器
蒸留用や還流用の冷却器の一つ。保温管としても用いられる。ガラス製の内管と外筒からなり、外筒と内管の間に冷媒を流し、内管に通した気体などを冷却する。
リービッヒ‐グラハム冷却器
グラハム冷却器の別名。冷却効率を上げるため、リービッヒ冷却器の内管を螺旋状に改良したもの。
リービッヒ石 (liebigite)
ウランの含水炭酸塩鉱物。組成式は Ca2(UO2)(CO3)3・11H2O。リービッヒの名前にちなんで名づけられた。
リービッヒ滴定
銀滴定によるシアン化物イオンの定量法。シアン化物イオンが銀イオンと反応して安定な錯体を作ることを利用する。
リービッヒのカリ球
カリ球の一種。右の写真参照。球の中の水酸化カリウムが二酸化炭素を吸収し、その質量の変化によって試料中の炭素の量を測定するのに用いる。
リービッヒの最小律
「植物の生長は、必要とされる無機養分のうち最も少ないものによって決まる」という法則。
リービッヒの炭水素定量法
有機化合物の定量分析法の一つ。
リービッヒ法
1. 非電解質中の硫黄の定量法の一つ。水酸化カリウムと硝酸カリウムを用いて試料中の硫黄を硫酸イオンにする。
2. リービッヒ滴定のこと。

### 著書
1. 化学通信1・2（柏木肇訳、岩波文庫刊、1952年。3・4巻は未刊）
2. 化学の農業及び生理学への応用（吉田武彦訳〔部分訳〕、北海道農業試験場研究資料 第30号、1-152, 1986年）
3. リービヒ-ローズ論争関係資料（吉田武彦訳、北海道農業試験場研究資料 第40号、1-140, 1989年 上記2.の割愛部分を含む資料）
4. リービヒ「化学の農業および生理学への応用」（吉田武彦 訳・解題（上記2.の完訳）北海道大学出版会 2007年 409頁 ISBN 978-4832981744)

上記2. 3.の著作は左のページにてpdfのファイル形式により閲覧できる。北海道農業試験場研究資料（20-60号）

### 伝記
- 化学者リービッヒ（田中実著、岩波新書刊。1977年）
- 続 化学史窓 ―リービッヒのアルバム―（山岡望著、内田老鶴圃新社刊。1973年）
- 化学を築いた人々（原光雄著、中央公論社刊。1973年）
- 百万人の化学史 ―「原子」神話から実体へ―（筏英之著、アグネ承風社刊。1989年）
- 人物化学史 ―パラケルススからポーリングまで―（島尾永康著、朝倉書店。2002年）